# Дублікат Йонаса 7
«Дублікат Йонаса 7» (нім. Duplik Jonas 7) — роман на тему генної інженерії німецької письменниці Біргіт Рабіш, опублікований видавництвом Georg Bitter Verlag у 1992 році та переведений Deutscher Taschenbuchverlag у 1996 році. 1994 року роман був удостоєний екологічної літературної премії землі Північний Рейн-Вестфалія. Переглянуту й оновлену версію роману нещодавно опублікувала Verlag duotincta (2017) в електронному рівні.
У «Дублікаті Йонаса 7» Біргіт Рабіш описує світ майбутнього, у якому клони виробляються та зберігаються як запасні частини для людей. Окрім основної теми клонування, роман торкається багатьох інших етичних питань, наприклад сурогатне материнство, трансплантація органів, пренатальний відбір, перевірка генів, стандартизована евтаназія.

## Сюжет
Дублікати живуть до 50 років у майбутньому (2021) у невизначеному місці в Європі. Їх тримають у «скарбничках» і навчають піклуватися про своє здоров’я, правильно харчуватися, багато займатися спортом і проходити регулярні медичні огляди. Тим не менш, дублікати неодноразово піддаються атаці хвороби, «Корму». Його життя можна врятувати, лише видаливши уражені частини тіла. Принаймні так дублікатам розповідають їхні «Накопичувачі». Насправді дублікати є клонами; тобто геноідентичними близнюками, які служать магазинами запчастин для свого близнюка, який живе в нормальному світі. Кажуть, що одного разу дублікат Йонаса 7 постраждав від «подачі», тому що «його людина» Йонас Гелкен постраждав у автомобільній аварії, під час якої його очі були знищені. Йонасу Гелкену пересадили очі його дублікату. Сестра Йонаса Гелкена Ілка працює «рятувальником» проти системи «медичного дублювання», яка здається їй нелюдською. Вона переконує брата викрасти «його» дублікат зі скарбниці, щоб показати його публіці. Вона планує переконати громадськість, що навіть дублікат є людиною з усіма правами і не може бути використаний як магазин запчастин. Йонас Гелкен погоджується на пересадку ока дубліката, щоб допомогти своєму «донору» втекти через європейський кордон. На кордоні перевіряються ідентифікаційні картки, на яких зберігається геном, але оскільки Йонас Гелкен та Йонас 7 генетично ідентичні, до того ж Йонас Гелкен ідентифікується в системі як одноока людина, то втеча може бути успішною. Однак в останній момент Йонас 7 відмовляється від плану втечі та з’являється на телебаченні разом з Ількою, щоб боротися за права дублікатів. Цей вчинок ставить під загрозу його життя та провокує ризик виведення на ринок вільного донорства органів. Роман не має завершення.

## Відгуки
Після того, як книга була опублікована в 1992 році невеликим видавництвом Georg Bitter-Verlag, книга постійно отримували позитивні відгуки, але по-справжньому стало відомо про книгу лише після видання її в м’якій обкладинці видавництвом dtv-Verlag у 1996 році, тобто в тому ж році, коли народилася клонована Вівця Доллі. Лише тоді широкому загалу стало відомо про вибуховий характер теми клонування. Книга неодноразово перевидавалася. 20-е видання вийшло у 2017 році.

### Рецензія
Три типові приклади рецензій після першої публікації в 1992 році (уривки):
Дуплік Йонаса 7 — це гнітюче реалістична наукова фантастика... З кожною новою сторінкою книги читач, як і герої роману, отримує все більше часу для роздумів. ... Він не дає простих відповідей. Це робить людей чутливими до соціально-політичних наслідків технологічної сфери, яка занадто часто розглядається з суто наукової точки зору. Біргіт Рабіш обходиться без тицяння пальцем і без чорно-білого зображення. Саме цей баланс робить роман таким читабельним.
Hannoversche Allgemeine Zeitung, 7 травня 1992
Біргіт Рабіш розробила жахливе і водночас захоплююче бачення майбутнього. ... Тож зворушлива історія страждань у «Дублікаті Йонаса 7» стала загальнозрозумілою інформаційною книгою — про ризики та етичні проблеми, пов’язані з цим, коли люди хочуть скопіювати та змінити креслення природи.
Buchtip auf 90,3, НДР 12 червня 1992
З її складною історією «за» і «проти» Біргіт Рабіш береться за дуже актуальну тему. Її аргументи невпинні, складні й не цураються етичних і моральних аспектів теми. Складна, відкрита книга, яка порушує питання, з якими кожен повинен стикатися в певний момент життя.
Молодіжна література для дорослих у Швейцарії 3/1992
Детальний огляд 2011 року:
8 березня 2011 року «Дублікат Йонаса 7» було названо центральною книгою на вище вказану тему в статті на FAZ.NET.

## Переклади
- 1998 року французькою мовою, назва: Jonas 7: clone, Verlag Hachette, Paris
- 1999 року іспанською мовою, назва: Jonas 7, replicant, Editorial Cruilla, Barcelona
- 1999 грецькою мовою, видавництво Kedros, Афіни
- 2006 італійською мовою, назва: Il mio clone Jonas, Archimede

## У вигляді драми
- 27 червня 1997 Прем'єра в Блейденштадті шкільної п'єси під назвою «Марія Оген».
- 17 липня 1998 Прем'єра в Штур-Брінкум шкільної вистави (під оригінальною назвою).
- 16 липня 2004 прем'єра в Каммершпіль Гелінборн (під оригінальною назвою).

## Навчальний матеріал
«Дублікат Йонаса 7» часто використовується як шкільний матеріал для читання, як на уроках німецької мови, так і на предметах філософії, етики та біології.
Опубліковано численні уривки з підручників:
Wortstark 10, 1997, Textinterpretation 9, 2002, Der Neue Kolumbus 9, 2003, Sonne, Klon und Sterne 2006, Duo Deutsch B 7 2006, Deutsch Kombi 5, 2007, Abenteuer Mensch Sein 3, 2007/2009, Auer Deutschbuch 9, 2008, Realschule Bayern Jahrgangsstufentest 8, 2009, Forum Ethik 11, 2012
У 1998 році Вольфганг Бістерфельд відзначив роман у своїй статті «Молодіжна наукова фантастика», а в Praxis Schule 5-10 детально розглядали книгу та її використання на шкільних уроках.
Численні наукові праці стосуються дублікатів Йонаса 7, наприклад доктора Ренате Грюберт у своїй дисертації 1998 року з наукової фантастики в дитячій та юнацькій літературі у Віденському університеті та і Тімо Сасс у своїй державній екзаменаційній роботі 2002: Тема клонування в сучасній молодіжній літературі, порівняння між «Дублікатом Йонаса 7» Рабіша та «Ідеальною копією» Ешбаха в Кільському університеті.